# ダントン駅
ダントン駅（英: Dunton）とはかつてアメリカ合衆国ニューヨーク市クイーンズ区ダントンに存在したロングアイランド鉄道 (LIRR) の本線、モントーク支線、およびアトランティック支線の地平駅である。この駅は1939年に、アトランティック支線がイースト・ニューヨーク駅の東のトンネル内に移動された時に閉鎖された。

## 歴史
LIRRのアトランティック支線と130丁目で交差するロングアイランド・サウスサイド鉄道はヴァン・ワイク・アベニュー駅（英: Van Wyck Avenue station）を同線の南側に1869年6月（同線の開通からほぼ1年後）に開業した。同駅に停車場 (depot) が1870年7月に追加設置され、1871年5月に同駅はバーリン（英: Berlin）駅に改名された。LIRRは1876年5月3日よりサウスサイド鉄道の運行業務を請負った。同年6月25日（日曜日）をもってバーリン駅は閉鎖され、西（ローワー・モントーク支線）から来るサウスサイド鉄道の全旅客列車がアトランティック支線との交差地点でアトランティック支線へ乗り入れるようになった。停車場は1878年に西に移設され、アトランティック支線のうちレファーツ・ブールバードとの踏切に置かれ、モリス・グローブ駅と命名された。
フレデリック・W・ダントン（ロングアイランド鉄道社長で、ダントンを地区開発し自身の名を町の名に命名した人物）は駅舎をLIRRに無償提供し、アトランティック・アベニュー・ラピッド・トランジットの各駅停車は1890年半ばまでにダントン駅（旧バーリン駅と同じ場所）に停車し始めた。1897年の4月または5月、ダントン駅はアトランティック支線およびモントーク支線の線路の北側に移動され、本線上に新たなダントン駅が建設された。1912-13年に行われた、隣駅の「ジャマイカ駅再開発」計画 ("Jamaica Improvement" project) に先立ち、LIRRは駅舎の改築（1914年4月に完了）を含むダントン駅付近での線路の高架化に着手した。アトランティック支線の一部トンネル化に伴い、ダントン駅はアトランティック支線の他の6駅とともに、1939年11月1日に閉鎖された。